# Antje Theise
Antje Theise, geborene Pautzke (* 25. Oktober 1973 in Rostock), ist eine deutsche Klassische Philologin und Bibliothekarin. Seit 2020 leitet sie die Universitätsbibliothek Rostock.

## Leben
Antje Theise studierte Lateinische Philologie und Klassische Archäologie in Rostock. Sie schloss ihr Studium 1998 mit einer Magisterarbeit über Nathan Chyträus ab. Danach war sie für verschiedene wissenschaftliche Erschließungsprojekte an der Universität Greifswald und an der Landesbibliothek Mecklenburg-Vorpommern Günther Uecker in Schwerin tätig. An der Forschungsbibliothek Gotha war sie Leiterin der Abteilung Benutzung und Referentin für Alte Drucke. Nach einer kurzen Zeit an der Herzog August Bibliothek in Wolfenbüttel wechselte sie 2005 an die Staats- und Universitätsbibliothek Hamburg. Hier war sie Referentin für Seltene und Alte Drucke sowie stellvertretende Leiterin der Sondersammlungen. Sie engagierte sich für Digitalisierungsprojekte und für die Vernetzung mit Forschung und Lehre im Sinne der Digital Humanities. So erschloss sie die reichhaltige Sammlung der Bibliothek an Kupferstichen durch Digitalisierung und Vernetzung.
Zum 2. Juni 2020 übernahm sie als erste Frau die Leitung der Universitätsbibliothek Rostock. Eines ihrer Hauptanliegen ist, „traditionelle Sammlungen mit den neuesten Technologien weltweit sichtbar und ortsunabhängig öffentlich zugänglich zu machen“. Am 18. November 2020 hielt sie die Laudatio bei der Verleihung der Karl-Preusker-Medaille an Wikimedia Deutschland.
Sie ist seit 2023 Vorstandsmitglied im Deutschen Bibliotheksverband (dbv). 2025 wurde sie von den Vertreterinnen und Vertretern der Mitgliedsbibliotheken des dbv zur Bundesvorsitzenden des Verbands gewählt.
Antje Theise ist verheiratet und Mutter von zwei Kindern.

## Werke
- (Hrsg.): Bibliothek der Leidenschaften: die historischen Sammlungen der Universitäts- und Forschungsbibliothek Erfurt, Gotha. Gotha: Forschungsbibliothek 2003, ISBN 978-3-910027-17-6
- Leben und Werk des Buchkünstlers Kurt Londenberg (1914-1995): illustriertes Verzeichnis seiner Einbände. Bearb. von Helma Schaefer. Hrsg. von Jürgen Neubacher und Antje Theise, Verlag Ludwig, Kiel 2009 (Publikationen der Staats- und Universitätsbibliothek Hamburg Carl von Ossietzky 3), ISBN 978-3-937719-91-7
- mit Anja Wolkenhauer: Emblemata Hamburgensia. Emblembücher und angewandte Emblematik im frühneuzeitlichen Hamburg. Mit einem Bestandskatalog der Emblembücher in der SUB. Katalog zur Ausstellung in der SUB Carl von Ossietzky, Kiel 2009; ISBN 978-3-937719-92-4.
- mit Christina Posselt-Kuhli, Sophia Kunze (Hrsg.): Kunstpflege in Bibliotheken – Kür oder Pflicht? : Wege zur Sichtbarmachung forschungsrelevanter Druckgrafik an der Staats- und Universitätsbibliothek Hamburg. Hamburg: Hamburg University Press 2020 (Volltext)